# Varhaňovce
Varhaňovce és un poble i municipi d'Eslovàquia. Es troba a la regió de Prešov, al nord del país.

## Història
La primera referència escrita de la vila data del 1393.

## Demografia
| Godina             | 1994 | 2004    | 2014    | 2024    |
| ------------------ | ---- | ------- | ------- | ------- |
| Nombre de persones | 897  | 1107    | 1426    | 1604    |
| Diferència         |      | +23,41% | +28,81% | +12,48% |

| Godina             | 2023 | 2024   |
| ------------------ | ---- | ------ |
| Nombre de persones | 1569 | 1604   |
| Diferència         |      | +2,23% |